# Hayseed Dixie
Hayseed Dixie (englisch hayseed = „Hinterwäldler, Landei“ oder hay-seed = „Heu-Saatgut“) ist eine US-amerikanische Band, die von John Wheeler im Oktober 2000 in Nashville gegründet wurde.

## Geschichte
Anfangs spielte die Band ausschließlich AC/DC–Coverversionen von Hard-Rock-Songs in einer musikalischen Mischung von Bluegrass und Rock. Die Band hat seitdem eine große Zahl von eigenen Songs und Neu-Interpretationen von bekannten Rocksongs aufgenommen.
Bandleader Wheeler ist das letzte verbliebene Gründungsmitglied der Band. Im Gegensatz zu vielen anderen Bands ermuntern Hayseed Dixie das Publikum, ihre Auftritte mitzuschneiden. Sie gehen sogar so weit, auf ihrer Homepage Tipps für eine gute Aufnahmequalität zu geben.

## Diskografie

### Alben
- 2001: A Hillbilly Tribute to AC/DC
- 2002: A Hillbilly Tribute to Mountain Love
- 2003: Kiss My Grass: A Hillbilly Tribute to Kiss
- 2004: Let There Be Rockgrass
- 2005: A Hot Piece of Grass
- 2007: Weapons of Grass Destruction
- 2008: No Covers
- 2009: A Golden Shower of Hits
- 2010: Killer Grass
- 2011: Sjt. Munchs Drikkeklubb Band
- 2012: Nicotine and Alcohol
- 2015: Hair Down to My Grass
- 2017: Free Your Mind and Your Grass Will Follow
- 2018: It Happened So Grassed! - Live In Scotland
- 2020: Blast from the Grassed
- 2021: Shattered Grass

### Singles und EP’s
- 2002: My Best Friend's Girl / You Shook Me All Night Long
- 2004: Walk This Way
- 2004: Ace of Spades / Have a Drink on Me (Live) / The Perfect Woman
- 2005: Holiday
- 2005: Detroit Rock City
- 2005: Roses / Dueling Banjos
- 2006: You Wanna See Something REALLY Scary?
- 2007: Breaking the Law
- 2007: I Don't Feel Like Dancin‘ / Holidays in the Sun
- 2007: When Washington Comes Around
- 2008: Bouncing Betty Boogie / Set Myself on Fire / Frustration
- 2017: Buffalo Soldier

### DVD
- 2006: No Sleep Till Liverpool